# (6019) 1991 RO6
(6019) 1991 RO6 là một tiểu hành tinh vành đai chính. Nó được phát hiện bởi Robert H. McNaught ở Đài thiên văn Siding Spring ở Canberra, Australia, ngày 3 tháng 9 năm 1991.